# 极限脱出ADV 善人死亡
《极限脱出ADV 善人死亡》是2012年任天堂3DS和PlayStation Vita平台游戏。游戏男一号西格玛连同其他八人遭到绑架，被迫参加决定个人生死命运的九人游戏。随着游戏的进展，主角发掘出游戏背后的秘密及真实目的。
游戏系统共分为“逃脫”和“小说”两部分。玩家在“逃脫”模式中必须解开密室逃脱场景中的谜题；而“小说”模式则以视觉小说模式叙述游戏剧情，玩家读完后需要做出影响游戏结局的决定。游戏结局多达24个。借助游戏的流程图，玩家可以回溯之前完成的部分，重新作出抉择，进而改变故事的走向。
游戏因应前作《极限脱出 9小时9人9扇门》在北美地区的不俗口碑而开发。游戏总监打越鋼太郎负责编剧，Aksys Games和Rising Star Games分别负责北美和欧洲的本地化。游戏获得不俗的口碑。评论家赞赏剧情和角色，但对“逃脫”部分存在意见分歧。尽管评价正面，游戏在日本成了商业败作，续集开发工作暂时中断。最终，名为《极限脱出 刻之困境》的续作在2016年发行。

## 游戏系统

“逃脱”模式以第一人称视角呈现，玩家只能按照设定好的方向移动。

《极限脱出ADV 善人死亡》的游戏系统分为“小说”和“逃脱”两部分。“小说”部分中，玩家会通过视觉小说片段和非玩家角色互动，推动情节发展。除了阅读屏幕显示的对白和文本，玩家不需要做出太多的互动。在这部分中，玩家需要做出影响游戏结果的决定。囚徒困境型选项会反复出现，玩家必须选择“结盟”或“背叛”所针对的角色，双方的选择会影响最终结果。
夹杂在“小说”部分之间的“逃脫”部分，玩家来到一个房间，找到逃脱的方法。这部分以第一人称视角呈现，玩家必须依照游戏设定好的方向移动。玩家经过尋找物品解決谜题的考验，才能逃脱，不禁让人联想到密室逃脱游戏。有时候，玩家需要组合物件，打造解决谜题所需的工具。谜题包括关灯游戏和滑塊類遊戲等智力题。每间密室设有一个保险箱，可用两组密码打开。一组密码可解锁房间钥匙，另一组可解锁背景补充内容等咨询的隐藏文件夹。游戏角色会给玩家提供解锁谜题的线索，另外，如果谜题难度由难变到易，所给的提示会更加直接。
玩家造访流程图，可以回溯或“跳到”之前完成的“小说”和“逃脫”部分，无需从头重新开始游戏。这样，玩家可以回到之前的剧情分支点，作出其他决定，从其他方向引导剧情，例如跳到之间的决定中，选择跟对手结盟或是背叛，反之亦然。游戏共设24个结局，初期许多结局都被鎖定，必须经过事件或了解其他剧情线的信息才能解锁。比方说，如果某一特定剧情线需要的密码没有解开，不能发展，玩家必须跳到其他剧情线，了解到密码，之后才回到原本的剧情线中。

## 情節

### 角色
游戏共设有九位主角，均被神秘人绑架。主角西格玛（Sigma）最先找到失忆少女法伊（Phi）。之后是迪奥（Dio），一位粗鲁而且麻木不仁的男人；天明寺（Tenmyouji），长者；夸克（Quark），精力充沛的男孩；露娜（Luna），善良但文静的女生；四葉（Clover），胸有城府的女孩，曾出现在《9小时9个人9扇门》中；爱丽丝（Alice），负责发号施令、专注的女生；K，全身穿着盔甲脱不下来的男人。控制着游戏的是以CGI兔子形象现身的人工智能零号三世（Zero III）。受试者为了分辨出零号三世和真人零号，给零号三世取化名“小零号”，真人零号“大零号”。除了西格玛，所有角色都有日文和英文双语配音。
主角們身處布有重重機關的廢棄倉庫，在零號的脅迫下參與九人遊戲。零號給每個人帶上記錄積分的手環，上面最初顯示著3分的積分。在Ambidex遊戲環節中，角色們要選擇“結盟”或“背叛”其他人。選擇影響玩家積分：兩位對手同時選擇“結盟”，各獲得2個積分，若同时選擇“背叛”则双方积分不變；一位對手選擇“背叛”，另一位選擇“結盟”，選“背叛”的對手會獲得3分，“結盟”的一方则損失2分。參賽者若想逃脫，必須至少獲得9分，低於0分者會遭到處決。

### 劇情
2028年，西格瑪和法伊遭到神秘人綁架。被困在電梯中的兩人，被綁架他們的零號三世告知正在參加“九人遊戲”（Nonary Game）。他們必須趁電梯降落前逃脫。逃脫后，他們和迪奧、夸克、天明寺、露娜、愛麗絲、K和四葉身處倉庫式設施。零號告訴九個人，要想離開，必須獲得九個積分，每個人的手環負責記錄，只有在投票環節才能獲得積分。
一開始，劇情拆分成多條時間線，玩家可以作出決定隨意體驗。完成第一套謎題房間后，受試者了解到“激進6號”（Radical-6）引發了一場瘟疫，慢慢地模糊受害者的認知并最終引向自殺。取決於給定的時間線，受試者們會找到一具老嫗尸體，或是反物質炸彈。其他受試者的背景故事浮出水面：露娜是類人型機器人，負責維持遊戲平衡；K由大零號在設施中撫養成人；天明寺帶著收養的曾孫夸克自願參與，相信能藉此找到一位女性；愛麗絲和四葉是政府秘密特工，參與實驗是要阻止邪教組織“自由靈魂”（Free the Soul），而迪奧就出自這個組織。
處在類似薛定諤的貓的環境中，遊戲快要開始，迪奧便殺害了老嫗，代替了她的位置（或是謀殺失敗但仍被老嫗帶進遊戲，後來還放置炸彈）。在指向最終結局的時間線中，西格瑪拆掉炸彈，迪奧表現得克制，不為所動。餘下的受試者繼續來到下一組謎題房間。西格瑪、法伊和天明寺完成自己這邊的謎題，發現老嫗留下的全息圖信息。老嫗名叫倉式茜，這位女人便是天明寺一直在找的，而天明寺就是《9小时9人9扇门》的天明寺淳平。倉式茜和大零號開發了這個AB計劃，訓練西格瑪和法伊隨時間轉移意識的能力。用不了多久，這種能力的效果顯現，法伊趁迪奧殺害倉式前，搶先制服他。倉式解釋，遊戲最危險的一部分，便是轉移意識時需要將大腦運轉速度加快。每位受試者都被注射了“激進6號”，這樣就能加快大腦速度。九人遊戲的設計初衷，是使得西格瑪和法伊能夠體驗不同的時間線，并保留從每條時間線中了解到的內容。之後，西格瑪和法伊的意識回到現在，發現每個人為了拿到足夠的積分脫困，都一起合作。
一行人離開設施，出現在月球荒涼的地面中。時間是2074年，自從“自由靈魂”在一次火星任務中釋放出“激進6號”，全人類步向了幾乎滅絕的境地。他們再一次進入設施，找到了一張冷凍睡眠吊艙。K解釋，每個人來到這裡，是要重現大零號和倉室之前經歷過的事件。四葉、愛麗絲和法伊于2028年遭綁架，一直長眠于冷凍艙，直到“九人遊戲”開始才甦醒。睡眠艙打開，西格瑪的克隆體出現，K說他是倉式偽裝的。在倉式遇害的時間線中，睡眠艙是由西格瑪的克隆體基爾佔據的。
倉式解釋，西格瑪于2028年遭人綁架后，意識轉移到2074年的身體上，而2074年的意識則被弹到2028年的身體上。AB計劃的目標，便是讓西格瑪用在未來學到的知識，阻止2028年“激進6號”疫情。迪奧找辦法阻止計劃實施。倉式將法伊和西格瑪的意識跳到疫情後的2029年。接下來的45年內，大零號扮演的西格瑪和倉式一起開發了AB計劃，法伊則在冷凍中。西格瑪創造克隆人基爾，以備不時之需，防止自己身體受損。在2074年的“九人遊戲”開始前，西格瑪和法伊跳回到2028年，侵入火星任務測試站。

## 开发

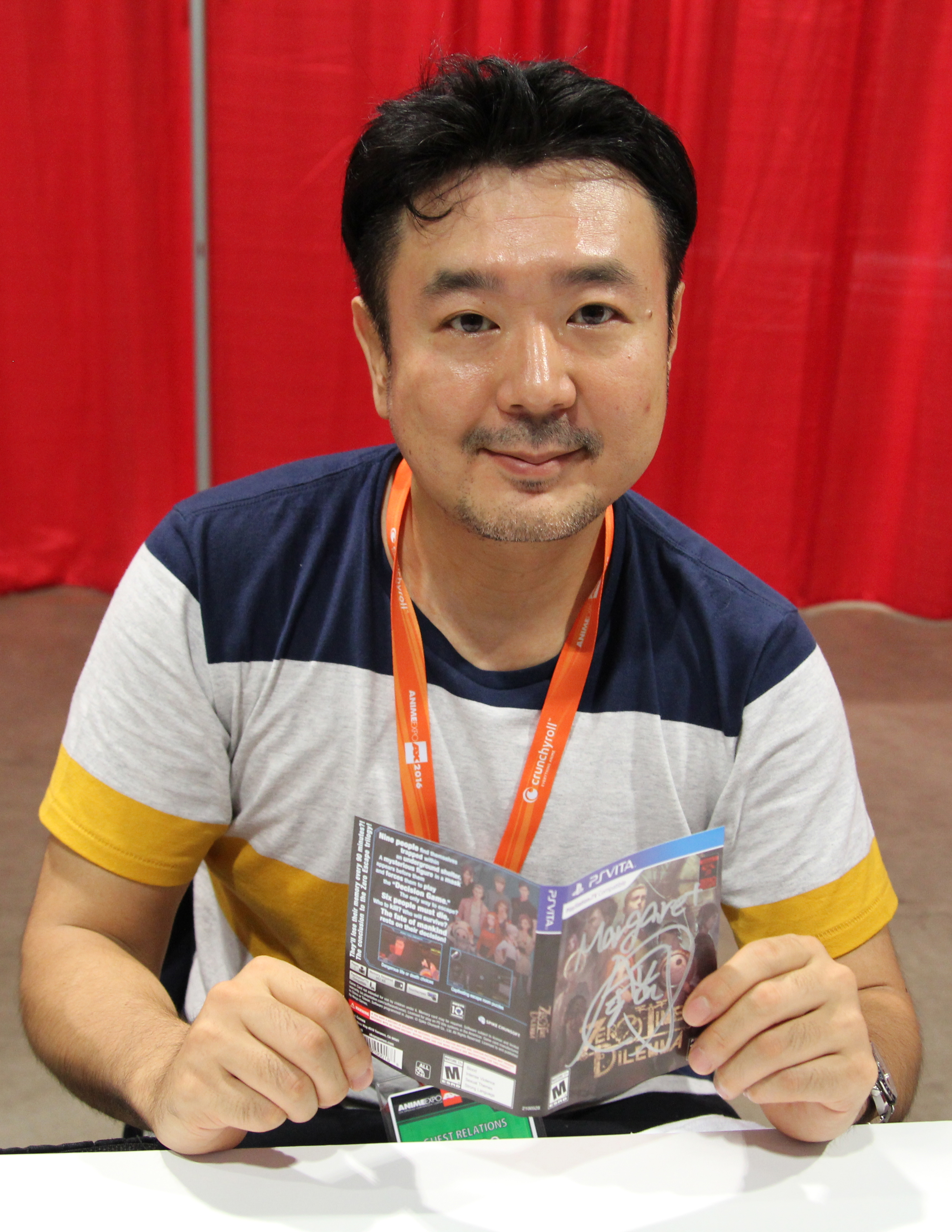
遊戲由Chunsoft開發，《9小時9個人9扇門》製作人打越钢太郎擔綱總監。

《善人死亡》由Chunsoft開發，《9小時9個人9扇門》製作人打越钢太郎擔綱總監。最初，《9小時9個人9扇門》是獨立作品，它在北美市場的意外不俗口碑，促使他繼續這個系列。為了節省開支，打越鋼太郎提出同時開發《善人死亡》及其續集，這樣兩款遊戲就能共用引擎和數字資產。Chunsoft接受他的提議，給製作開了綠燈。
遊戲最開始在任天堂DS平台開發，後來於早期轉移到任天堂3DS和PlayStation Vita。Chunsoft開發團隊希望新系統使用三維技術，便把遊戲製作平台改成3DS和Vita。系統還沒有成型，團體便假設三維功能所需要的三維人物模型。鋼太郎後來表示，由於公司缺乏相關模型，設計三維角色模型成了挑戰。

### 劇情和主題
《善人死亡》對《9小時9個人9扇門》呈現的基調做出了巨大轉變，氣氛變得更輕鬆，探索元素得到重視。鋼太郎表示，日本的一項顯示，玩家們覺得《9小時9個人9扇門》的樣子嚇人，購買欲望被抑制。沒有辦法，他只好將新作的基調調整下來。
鋼太郎開始創作故事大綱，和其他編劇經歷頭腦風暴，找出構思。投票遊戲環節融入了哲學的意義，邏輯決策會在團體和個人層面傷害到受試者。他希望打造一支均衡的配角陣容，各種性別、性格和年齡層都有所體現，便參考了九型人格。西格瑪的個性不大突出，玩家可以輕易理解。鋼太郎將所有配角神秘化，玩家便對他們的背景產生好奇。同時，有些角色會故意誤導玩家判斷“真正的壞人”。由於月球是遊戲的其中一個主題，零號三世的長相很像兔子，參考了日本民間傳說中的月兔。
遊戲劇情的初稿也經過變動。有一幕是迪奧將四葉和淳平铐在洗面台下水管附近，阻止他們參加接下来的測試。而迪奧原本是要對四葉“做出更壞的事情”，Chunsoft出於“道德上的原因”否決了這一幕，要求更改。遊戲結束的2029年末，人類消亡，西格瑪改變了未來。後來，鋼太郎認為這個結局會讓人聯想起2011年日本東北地方太平洋近海地震。他額外加了一個不規範的結局，让凱爾登場緩和情緒。鋼太郎還想到一些科學和哲學概念，但這些想法最終被放棄，包括博弈論的蒙提霍爾問題，以及卡普格拉综合征（以為認識的人被長相相同的人冒名頂替的理論）。

### 在地化
和《9小時9個人9扇門》一樣，Aksys Games對《善人死亡》的北美版進行了在地化。中山信（Nobara Nakayama）先將日文遊戲文本翻成英文，再由本·貝特曼（Ben Bateman）在地化。後來，貝特曼表示，編輯遊戲最困難的地方便是克服各種翻譯問題。雖說鋼太郎特別有英語寫遊戲，避免了多個跟劇情相關的翻譯問題，從而照顧玩家，但幾個笑話的翻譯並不真確，在地化時被改動。日文版有兩個角色“說話像動物”：一個是零號三世，他在一句話結尾時會加“-usa”後綴（出自日文兔子“usagi”）；另一個是西格瑪，他提到貓時說話結尾時加“-nya”（日語中貓的擬聲詞）。對此，貝特曼用了兔子和貓的雙關語。擺在貝特曼面前的另一個挑戰是緊密貼合每條分支路線的劇情時刻。了解每個角色在各時間線中向玩家透露的情報很重要，這會最終影響到遣詞和每條對話的語態。
至於配音，在地化團隊可能適合角色的，以及每位聲優的簡介。貝特曼給每一位入選的聲優寫了配音指南，在他們要說的每句台詞后加上簡略的提示語，提示他們表演的方式。和可以選擇日文或英文聲軌的北美版不同，Rising Star Games發行的歐洲版只有日文聲軌。

## 发行
2011年12月，Chunsoft為推廣遊戲，發佈了一段原創動畫錄影帶。這段由GONZO製作的動畫是遊戲的介紹，顯示了遊戲角色和Ambidex遊戲的基本規則。除了動畫，一支Flash網頁遊戲也在遊戲的日文網站上線。在遊戲中，玩家需要快速點擊一道金屬門，嘗試打開它。門打開，四葉出現，玩家要點擊她的胸部。《Kotaku》的理查德·艾森貝斯（Richard Eisenbeis）對遊戲的理念感到困惑，他表示：“這個遊戲跟《善人死亡》所呈現的東西完全相反，我真想知道這個Flash會如何說服人們玩整個遊戲。或許是（公關）部門的‘色情營銷’傳統老套路在起作用。”
遊戲于2012年2月16日在日本發行。上市首週，任天堂3DS賣出9307份，PlayStation Vita賣出6538份。北美版和歐洲版分別于10月23日和11月23日發行，是《極限脫出》系列首次在歐洲發行。通過亞馬遜預購北美版的玩家可獲得角色手環復刻品，和《9小時9個人9扇門》的預購獎品類似。Aksys商店之後開放手環的購買，所得款項全數捐給美國紅十字會和颶風桑迪賑災款項。
遊戲北美版發行不久，3DS版一個損害遊戲的錯誤被發現：在部分逃脫環節存儲遊戲會損壞存檔，玩家必須從頭重新開始遊戲。對此，Aksys建議玩家避免在那些部分存檔。到2013年，Aksys Games宣佈已在任天堂eShop版發佈修復補丁，但部分玩家表示問題依舊存在。
包含《九小時九個人九扇門》和《善人死亡》重製版的捆綁包《極限脫出：九人遊戲》于2017年3月24日登陸西方國家，針對Microsoft Windows、PlayStation 4和PlayStation Vita平台。發行首週從Steam預購Windows版的玩家可獲贈兩款遊戲的原聲音樂。日本版于3月25日登陸Windows平台，主機板4月13日面試。Vita歐洲版則要等到2017年。上述存檔錯誤在這些版本中大體上得到修復，然而PEC房間問題依舊。其他解謎房間可安全存檔。

## 评价
| 汇总媒体   | 得分                     |
| ---------- | ------------------------ |
| Metacritic | 3DS：88/100 Vita：84/100 |

| 媒体             | 得分    |
| ---------------- | ------- |
| 1UP.com          | A-      |
| Adventure Gamers | [ 20 ]  |
| Destructoid      | 9.5/10  |
| Edge             | 7/10    |
| 电子游戏月刊     | 9/10    |
| Eurogamer        | 7/10    |
| Game Informer    | 8.75/10 |
| GameSpot         | 8.5/10  |
| IGN              | 9.5/10  |
| Nintendo Life    | 8/10    |
| Fami通           | 34/40   |

根據汇总媒体Metacritic，《善人死亡》兩個平台版本都獲得“普遍好評”。部分評論家認為遊戲劇情複雜，但吸引人：GameSpot的海蒂·坎普斯（Heidi Kemps）認為遊戲混合了恐怖、戲劇和科幻，《Edge》認為遊戲是“引人入勝之作，閃爍著智慧的真正火花”。不過，《Edge》也指出遊戲缺乏《9小時9個人9扇門》的衝擊力。《Game Informer》的金伯利·华莱士（Kimberly Wallace）和“Destructoid”的托尼·彭斯（Tony Ponce）喜歡大逆轉，但彭斯認為逆轉出現太多，帶來的啟發與其說帶來驚喜，倒不如說讓人困惑。RPGFan的約翰·邁克卡羅爾（John McCarroll）喜歡從輕鬆幽默變成憂傷再到悲痛的對白。批評對白的只有Adventure Gamers的奧斯汀·博辛格（Austin Boosinger），說遊戲是“有史以來節奏最慢、劇本最啰嗦的冒險遊戲”。
角色也獲得好評。1UP.com的鮑勃·麥基（Bob Mackey）和《Eurogamer》的馬丁·羅賓遜（Martin Robinson）表示角色有可信度，玩家很容易感同身受。IGN的盧卡斯·M·托馬斯（Lucas M. Thomas）對每個角色的發展很滿意，Nintendo Life的邁克·曼森（Mike Manson）認為每個角色的動機獨一無二，很有意思。相反，博辛格認為角色並沒有被迫，台詞很糟糕，認為直到他們公開身世，玩家沒有什麼關心他們的理由。
逃脫部分的觀點兩極分化。《Edge》和華萊士認為這個環節很容易解決，但羅賓遜沒找到遊玩的樂趣。博辛格認為該部分沉闷、平庸，但讚賞他們和遊戲的數學和科學主題緊密貼合。幾位評論家認為3DS和Vita的控制糟糕，操作太過敏感，《電子遊戲月刊》的莫利·L·帕特森（Molie L. Patterson）認為鏡頭運動受限，也很令人失望。坎普斯指出用戶介面相比前作有所改善。許多評論家稱讚流程圖未迫使玩家重玩未完成的部分或從頭開始遊戲，但博辛格和《Edge》批評這消除了做出錯誤選擇的緊張感。
遊戲畫面和總體表現受到稱讚。托馬斯認為三維畫面渲染得“很漂亮”，比前作要出色。帕特森也這麼認為，一開始她懷疑遊戲截圖展現的畫面效果，玩過遊戲，才改變了觀點。邁克卡羅爾認為許多環境看起來相似，經常沒有顏色。曼森認為角色模型跟拟真環境很搭配，但角色動畫太少。評論家們很享受配音，托馬斯表示這是“我聽過的遊戲中表現最好的”。
《極限脫出》獲得多個遊戲媒體大獎，包括GameSpot的年度掌上游戏獎、IGN的最佳3DS/DS遊戲劇情獎、《Game Informer》最佳掌上遊戲獨佔作品獎、RPGFan冒險遊戲最佳劇情和畫面獎。遊戲還獲得第13屆游戏开发者选择奖最佳劇情獎提名、《Kotaku》、Pocket Gamer和GameSpot年度遊戲獎。Gamasutra、《遊戲開發者》、1UP.com和亞馬遜將遊戲列入他們不排名的2012年最佳遊戲榜單，RPGFan將其列入2010到2015年30款最重要的角色扮演遊戲榜單。

## 续集
鋼太郎於2012年12月第三部《極限脫出》遊戲的細節，而劇情規劃到2013年6月結束。不到一年，公司表示由於系列在日本的行情很差，續集計劃無限期擱置。鋼太郎考慮到利用Kickstarter等眾籌網站資助開發工作的可能性，但認為這個辦法不足以實現目標。他還積極尋找接觸高管和投資者的機會。系列的粉絲啟動線上的藍鳥行動（Operation Bluebird），提高公眾對系列的認知，支持遊戲續集開發。
2015年3月，Aksys上線4infinity.co網站，設立倒計時。粉絲注意到，計數器數字的字體類似九小時九個人九扇門的封面字體，不禁猜測倒計時和第三款作品的公佈有關。7月份，倒計時結束，恰逢2015年Anime Expo。Aksys在博覽會上舉行小組討論會，宣佈遊戲繼續開發。2016年6月，遊戲續集定名《刻之困境》。